# Seaside Rendezvous
«Seaside Rendezvous» es una canción del disco A Night at the Opera, del grupo Queen. Fue escrita por el vocalista Freddie Mercury. Es un foxtrot con un aire de blues de los años 1920. En una parte se escucha unos alegres y agudos sonidos de un kazoo, producidos vocalmente por el mismo Freddie Mercury y por Roger Taylor.
Es una de las canciones más alegres, felices y divertidas de la banda.